# Elektrociepłownia Białystok
Elektrociepłownia Białystok – elektrociepłownia w Białymstoku w województwie podlaskim.

## Historia
- 1908 – początek budowy pierwszej elektrowni w Białymstoku (potem EC I), koncesję otrzymała firma Geselschaft für Elektrysche Unternehmungen Berlin;
- 1 listopada 1910 – uruchomiono elektrownię w niej 2 maszyny parowe o mocy 600 kM z generatorami 329 kW, bazujące na napięciu 3 kV, oraz 2 kotły parowe firmy po 210 m² powierzchni ogrzewalnej na ciśnienie 12 atmosfer;
- 1912 – przejęcie elektrowni przez spółkę akcyjną Socjete Generale Belge;
- lata 20. XX wieku – rozbudowa o dodatkowe turbozespoły i kotły parowe;
- 1939 – moc elektrowni osiągnęła 10 700 kW, w województwie podlaskim działa w tym czasie 109 lokalnych elektrowni o łącznej mocy 19 128 kW;
- 1951 – reorganizacja Zjednoczenia Energetycznego Okręgu Białostockiego na 3 odrębne zakłady: Zakład Sieci Elektrycznych Białystok, Elektrownię Białystok i Rejony Zbytu Energii;
- 1958 – połączenie Zakładu Sieci Elektrycznych Białystok i Elektrowni Białystok;
- 1965 – początek budowy Elektrociepłowni EC II;
- 1967 – oddanie do eksploatacji pierwszego kotła wodnego WLM 38 w EC II, spięcie systemem ciepłowniczym EC I i EC II;
- 1974 – oddanie do eksploatacji ostatniego z kotłów wodnych WP 70;
- 1978 – oddanie do eksploatacji pierwszego bloku ciepłowniczego BC 50 (duoblok);
- 1990 – zamknięcie przestarzałej Elektrociepłowni EC I;
- 22 stycznia 1991 – wydzielenie Elektrociepłowni z Zakładu Energetycznego;
- 1991 – oddanie do eksploatacji ostatniego, trzeciego bloku BC 50 w EC II;
- 30 września 1993 – przekształcenie Elektrociepłowni Białystok w Jednoosobową Spółkę Skarbu Państwa;
- 15 lutego 2001 – zawarcie umowy o sprzedaży pomiędzy Skarbem Państwa a Société Nationale d´ Eléctricité et de Thermique, SNET S.A. stała się większościowym akcjonariuszem firmy.
- 2011 - Enea kupuje od francuskiej firmy Société Nationale d'Électricité et de Thermique (SNET) 69,58 proc. akcji  Elektrociepłowni Białystok.
- 5 maja 2014 - zgodnie z podpisaną umową, Enea Wytwarzanie obejmie 85 proc. udziałów w Miejskim Przedsiębiorstwie Energetyki Cieplnej w Białymstoku.

## Dane techniczne
W skład elektrociepłowni wchodzą urządzenia wytwórcze:
- 4 kotły parowe: 2 kotły fluidalne na biomasę BFB 105 w bloku 1 i 2 kotły pyłowe węglowe OP 230 w blokach 2 i 3
- 4 turbiny: w bloku 1 o mocy 65 MW (TZ1) oraz o mocy 23,503 MW (TZ4), w bloku 2 mocy 55 MW (TZ2), a w bloku 3 o mocy 70 MW (TZ3)

Zdolności produkcyjne Elektrociepłowni Białystok:
- moc zainstalowana cieplna : osiągalna 480,4 MW,